# Lina Huarte-Mendikoa
Lina Huarte-Mendikoa Gerona, conocida artísticamente como Lina Huarte, (Ororbia, Navarra, 7 de mayo de 1928 - Madrid, 9 de noviembre de 2017), fue una soprano lírica que participó en numerosas óperas y zarzuelas.

## Biografía
De los cuatro hijos habidos en el matrimonio entre Emilio Huarte-Mendikoa Bidaurre y Maria Pilar Gerona Almech Lina fue la segunda, detrás de Emilio y por delante de Pilar y Concha, nacidas posteriormente en Pamplona. El padre era médico ginecólogo, destinado en Ororbia, municipio perteneciente a Iruñerria y al ayuntamiento de Cendea de Olza. Emilio padre murió en 1943, aún joven, y eso provocó que Maria Pilar se desplazara a Madrid con su hijo y su tres hijas.

### Recorrido musical
Lina inició su formación musical en Madrid de la mano de Eladio Chao y Carlota Dahmen, y luego la ampliaría en Milán con la soprano catalana Mercedes Llopart. Estando en Madrid, ganó un concurso internacional de canto con La Traviata de Verdi, premio que le ayudaría a darse a conocer. Debutó en 1950, en Pamplona, escenificando ante su público y con gran éxito la ópera La Bohéme de Puccini en el papel de Mimi.
Poco después cantó La Traviata en Sevilla, en el papel de Violette, junto a su marido, el barítono vizcaíno Esteban Astarloa. Se conocieron en 1947 en Madrid y se casaron en noviembre de 1950 en la iglesia de la Concepción de la capital. El hijo mayor, Ignacio, nació en 1955 y el segundo, Esteban, lo hizo  en 1966. Mientras dormían en la cuna, mamá Lina les cantaba a menudo la nana de Montsalvatge con su dulce voz.
Teniendo que dejar a los niños a cargo de la abuela y la tía mientras están de gira, recorriendo todo el Estado de un extremo a otro, trabajando con diferentes compañías y equipos, obligados a cuidar la voz y dependiendo siempre de ella, lejos de la familia…era un trabajo exigente el de la pareja de cantores. Después en casa tenían que seguir trabajando, cantando constantemente escalas musicales para calentar y colocar la voz.
Viajaron a numerosas ciudades del Estado y Sudamérica. Convertidos en embajadores del género de la zarzuela, Lina y Esteban cantaron juntos a menudo, formando la pareja de cantantes más significativa de los años 50 y 60 del siglo XX. En el recuerdo de ambos se mantuvo siempre la gira artística que durante tres meses hicieron por Argentina y Uruguay el año 1952.
En 1956, en el recién inaugurado teatro de la Zarzuela, Lina actuó con la compañía dirigida por José Tamayo, alternando el papel protagonista de Doña Francisquita con la soprano Ana María Olaria. Posteriormente este fue uno de sus papeles más queridos
En 1957, representó en el mismo teatro de la Zarzuela la obra María Manuela, del maestro Moreno Torroba. Ese mismo año, para la inauguración del Conservatorio Jesús Guridi de Vitoria,  presentaron la obra El caserío del compositor vitoriano.
En 1959 participó en la película Gayarre, dirigida por Domingo Viladomat, dando voz a la soprano Adelina Patti y cantando con el tenor protagonista Alfredo Kraus el dúo Luccía di Lammermoor. Entre ambos cantantes nació entonces una amistad eterna.  Muchos años después Lina escribió con gran ilusión el prólogo del libro Julián Gayarre. La voz del paraíso,  trabajo del músico navarro Oscar Salvoch y participó en la presentación del mismo en el Teatro Real de Madrid en 2015.
A principios de los años 60, formando parte de la compañía de César Mendoza Lassalle, escenificó y cantó varias obras, muchas de las cuales fueron representantes en numerosas ciudades del Estado español.
Lina se retiró joven de los escenarios y se dedicó a la docencia, siendo una de sus alumnas la cantante Patricia Kraus, amiga de la familia.
Falleció en Madrid el 9 de noviembre de 2017, con 89 años. En las semanas previas a su muerte disfrutó viendo y escuchando sus zarzuelas favoritas, llena de recuerdos..

## Características vocales
Fue soprano lírica ligera y tenía una voz de un don especial: de gran calidad y lirismo, agradable vibrato,  de vocalización perfecta, siempre bien afinada, tenue y dulce, pero cuando era necesario con la presencia y el cuerpo suficientes para cantar con valentía notas agudas de tesitura alta.   

## Discografía[4]
Participó junto a cantantes como Ana Maria Iriarte, Pilar Lorengar, Teresa Berganza, Alfredo Kraus, Toñy Rosado, Manuel Ausensi o Francisco Kraus y fue dirigida, entre otros, por Jose Tamayo, Ataulfo Argenta, Indalecio Cisneros, Federico Moreno Torroba, Enrique Estela, Jose Perera...
- El asombro de Damasco (1955)
- Don Gil de Alcalá (1956)
- La montería (1956)
- El niño judío (1957)
- María Manuela (1957)
- La tempestad (1959)
- Escenas de Zarzuela (1994)

## Fonoteca
- Programa Ars Canendi de Radio Clásica Evocando a Lina Huarte (I), emitido en abril de 2018
- Programa Ars Canendi de Radio Clásica Evocando a Lina Huarte (II) emitido en mayo de 2018
- Cantando Bendita Cruz
- Cantando la habanera Todas las mañanitas conTeresa Berganza
- Cantando El asombro de Damasco
- Zarzuela La montería
- Cantando ¿Dónde vas marquesita maja?
- Cantando el Terceto del collar, con Alfredo Kraus y DoloresPérez
- Zarzuela La tempestad

## Premios
- en1957, recogió el premio a la Intepretación Lírica.[2][3]
- en 1958, recibió la Medalla de Oro del Círculo de Bellas Artes.[2][3]

## Homenajes
- 4 de junio de 2022, recibió un homenaje en su pueblo natal y se colocó una placa en su honor en la escuela de música del municipio